# Alejandro Davidovich Fokina
Alejandro Davidovich Fokina (sinh ngày 5 tháng 6 năm 1999) là một vận động viên quần vợt người Tây Ban Nha.
Davidovich Fokina có vị trí cao nhất ở đơn ATP là số 554 vào ngày 24 tháng 7 năm 2017. Anh cũng có vị trí cao nhất ở đôi là số 858 vào ngày 19 tháng 6 năm 2017.
Davidovich Fokina đã giành được đơn nam trẻ Wimbledon, đánh bại tay vợt người Argentina là Axel Geller.
Davodavich Fokina có bố là người Thụy Điển và mẹ là người Nga.

## Danh hiệu Grand Slam trẻ

### Đơn: 1 (1 danh hiệu)
| Kết quả | Năm  | Giải đấu  | Mặt sân | Đối thủ     | Tỉ số         |
| ------- | ---- | --------- | ------- | ----------- | ------------- |
| Vô địch | 2017 | Wimbledon | Cỏ      | Axel Geller | 7-6(7-2), 6-3 |